# Bósnia (região)

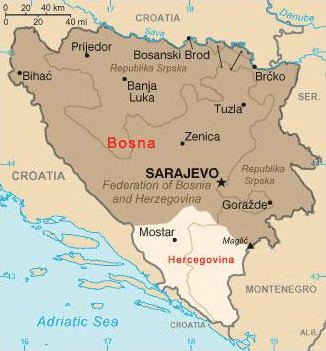
Fronteiras aproximadas entre a Bósnia (marcado em escuro) e Herzegovina (marcado em claro)

A Bósnia (nativamente Bosna; cirílico: Босна) é, histórica e geograficamente conhecida, a região que se encontra principalmente nos Alpes Dináricos, que engloba as fronteiras do sul da planície da Panônia, com os rios Sava e Drina marcando as suas fronteiras norte e leste. A região sul do país, no Mediterrâneo, é a Herzegovina. Formalmente, toda a área é conhecida como Bósnia e Herzegovina, mas no uso diário esta é muitas vezes abreviada para a primeira palavra ("Bósnia").
A área da Bósnia é composta por aproximadamente 41.000 km ², e constitui cerca de 80% do território do atual estado da Bósnia e Herzegovina. Não há fronteiras de facto entre as regiões da Bósnia e Herzegovina, e, extra-oficialmente, a Herzegovina ocupa o sul da montanha Ivan planina.
As duas regiões formam uma entidade geopolítica desde os tempos medievais, e o nome "Bósnia" comumente ocorre em sentidos históricos e geopolíticos como geralmente se referindo a ambas as regiões (Bósnia e Herzegovina). O uso oficial do nome, incluindo ambas as regiões, começou apenas no final do período de domínio otomano.

## História
O Reino da Bósnia incluía a maior parte do território da Bósnia atual e o que mais tarde se tornaria conhecido como Herzegovina.
Depois de perder a sua independência para o Império Otomano em 1463, a Bósnia (incluindo a Herzegovina) foi um sanjaco dentro do império durante quatro séculos. A área adquiriu o nome de "Bósnia e Herzegovina" em 1853 como resultado de diversos eventos políticos.
O Império Austro-Húngaro ocupou em 1878 e anexou formalmente em 1908, frustrando os esforços da Sérvia para criar uma Grande Sérvia. A resposta dos radicais sérvios à anexação levou ao assassinato de Sarajevo do arquiduque Francisco Fernando da Áustria-Hungria, evento que iniciou a Primeira Guerra Mundial.
Após a guerra, a Bósnia se tornou parte do Reino da Iugoslávia. Durante a Segunda Guerra Mundial de 1941 a 1945, a Bósnia foi uma parte do Estado fantoche fascista, o Estado Independente da Croácia, mais tarde grandes áreas da Bósnia foram controladas pelos partisans iugoslavos ou as forças de resistência chetniks. Após a guerra, a Bósnia e Herzegovina se tornou uma república federal constituinte da Iugoslávia socialista.
Durante a dissolução da Iugoslávia em 1992, a Bósnia e Herzegovina proclamou a independência. Muitos sérvios bósnios se opuseram a isto e proclamaram seu próprio Estado, a República Sérvia sobre os territórios por eles controlados. Uma guerra sangrenta em que os sérvios eram desproporcionalmente mais fortes. A guerra terminou com o Acordo de Dayton de 1995, que estabeleceu uma Bósnia e Herzegovina, composta por duas "entidades" territoriais constituintes - a Federação da Bósnia e Herzegovina e a República Sérvia, e três povos constituintes - bosníacos, sérvios e croatas.